# Willis H. Ware
Willis Howard Ware (* 31. August 1920 in Atlantic City, New Jersey; † 22. November 2013) war ein amerikanischer Computer-Ingenieur.
Ware studierte Elektrotechnik an der University of Pennsylvania (Moore School) mit dem Bachelorabschluss 1941 und am Massachusetts Institute of Technology mit dem Masterabschluss 1942. Danach war er bis 1946 in der Radarentwicklung bei Hazeltine Electronics Corporation. 1946 wurde er eines der Mitglieder des Teams, das unter Leitung von John von Neumann am Institute for Advanced Study einen frühen Computer baute (IAS-Computer). 1951 wurde er an der Princeton University promoviert. Er blieb bis 1951 am IAS Projekt und war 1951/52 bei North American Aviation. 1952 ging er zur Rand Corporation, wo er den Rest seiner Karriere blieb. 1992 ging er in den Ruhestand.
1993 erhielt er den Computer Pioneer Award und 1984 die IEEE Centennial Medal. Er war Mitglied der National Academy of Engineering, der American Association for the Advancement of Science und Fellow der Association for Computing Machinery und der IEEE.